# 叢書・ウニベルシタス
叢書・ウニベルシタス（そうしょ・ウニベルシタス）は、法政大学出版局で出版されている叢書レーベル。

## 概要
ウニベルシタスは、「普遍性」「大学」を意味する。
1967年10月に刊行されたエルンスト・フィッシャーの『芸術はなぜ必要か』で発足。
1993年、第9回梓会出版文化賞を受賞。
1994年、第30回日本翻訳出版文化賞受賞。
2013年12月刊行のジャック・デリダの『エクリチュールと差異』で、刊行数が1000点に達す。

### エピソード
877冊目のジャンバッティスタ・ヴィーコ『新しい学』は、マーティン・セイモア=スミスの「世界を変えた100冊」に選ばれている。